# Frieda Menshausen-Labriola
Friederike „Frieda“ Marie Pauline Caroline Wilhelmine Menshausen-Labriola (* 9. Dezember 1861 in Stendal als Frieda Menshausen; † 23. November 1939 in Assisi) war eine deutsche Malerin.

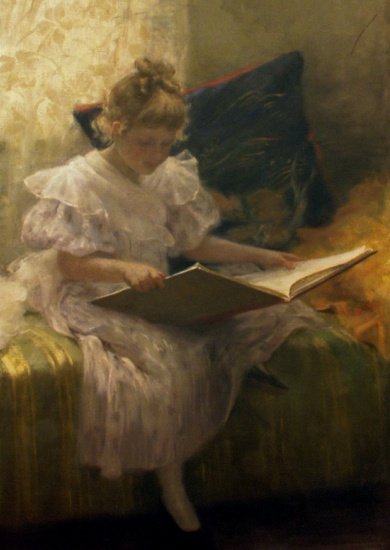
Frieda Menshausen-Labriola: Mädchen mit Buch, 1898

## Leben

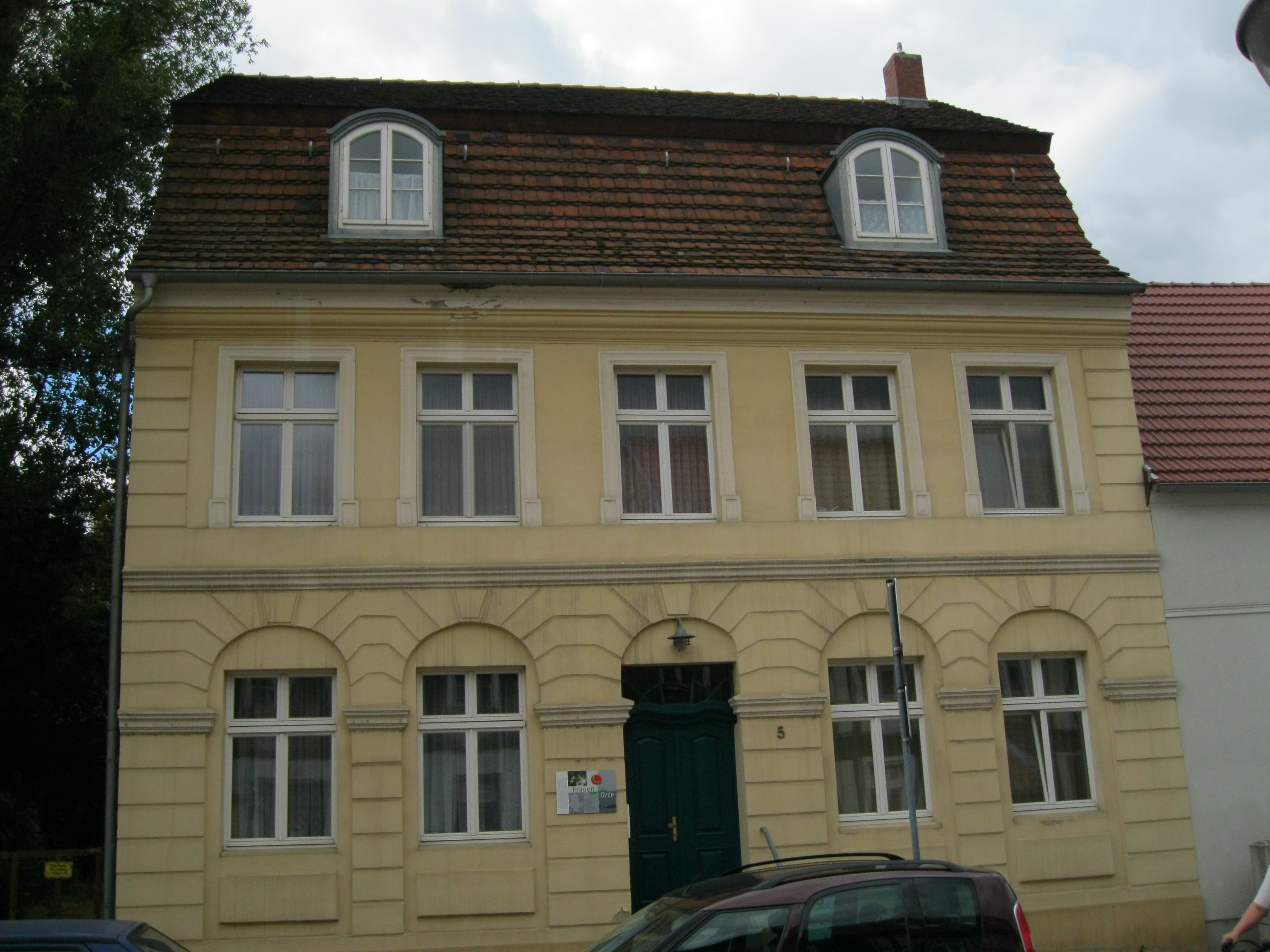
Geburtshaus in Stendal

Ihre Ausbildung erfolgte in Kassel, München, Weimar, Paris und Berlin. Bis zu ihrer Hochzeit mit dem italienischen Diplomaten Labriola im Jahr 1902 wohnte sie in Kassel und Berlin, dann von 1902 bis 1907 in Rom und anschließend wieder in Berlin. Im Jahr 1913 war sie Gründungsmitglied und Teil des Vorstandes des Frauenkunstverbandes. Mit ihrem Gatten zog sie schließlich nach Bern. Dort nahm sie 1930 an der Ausstellung „Künstler des Neuen Italien“ teil.
Neben der Miniatur, dem Genre und dem Stillleben bevorzugte sie besonders das Porträt. Sie entwickelte sich zur führenden deutschen Portraitmalerin ihrer Zeit und malte Bildnisse von Angehörigen des Bildungsbürgertums, des Adels und der Industrie, meist Frauen sowie der internationalen Diplomatie.
Bekannt wurden ihre Gemälde der Schauspielerin Eleonora Duse und der Schwester von Börries von Münchhausen, Anne-Mete.
Eine große Zahl ihrer Kunstwerke ist während des Zweiten Weltkriegs zerstört worden.